# 自由意志党 (美国)
自由意志黨，又译自由黨，是一個在1971年成立的美國政黨。目前是美国第三大政党，也是美国发展速度最快的政党，擁有超過65萬名註冊選民，以及超過两百名黨員在擔任公職，包括市長、郡政府官員等政府要職。自由意志黨的黨綱宣示貫徹自由意志主義的理念，主張減少政府管制，堅定支持自由放任的市場經濟以及公民自由。2020年由於众议员贾斯汀·阿马什的加入，使自由意志党在2020年大選之前於众议院中短暫拥有一席议员，亦是自由意志党首名国会议员。

## 歷史

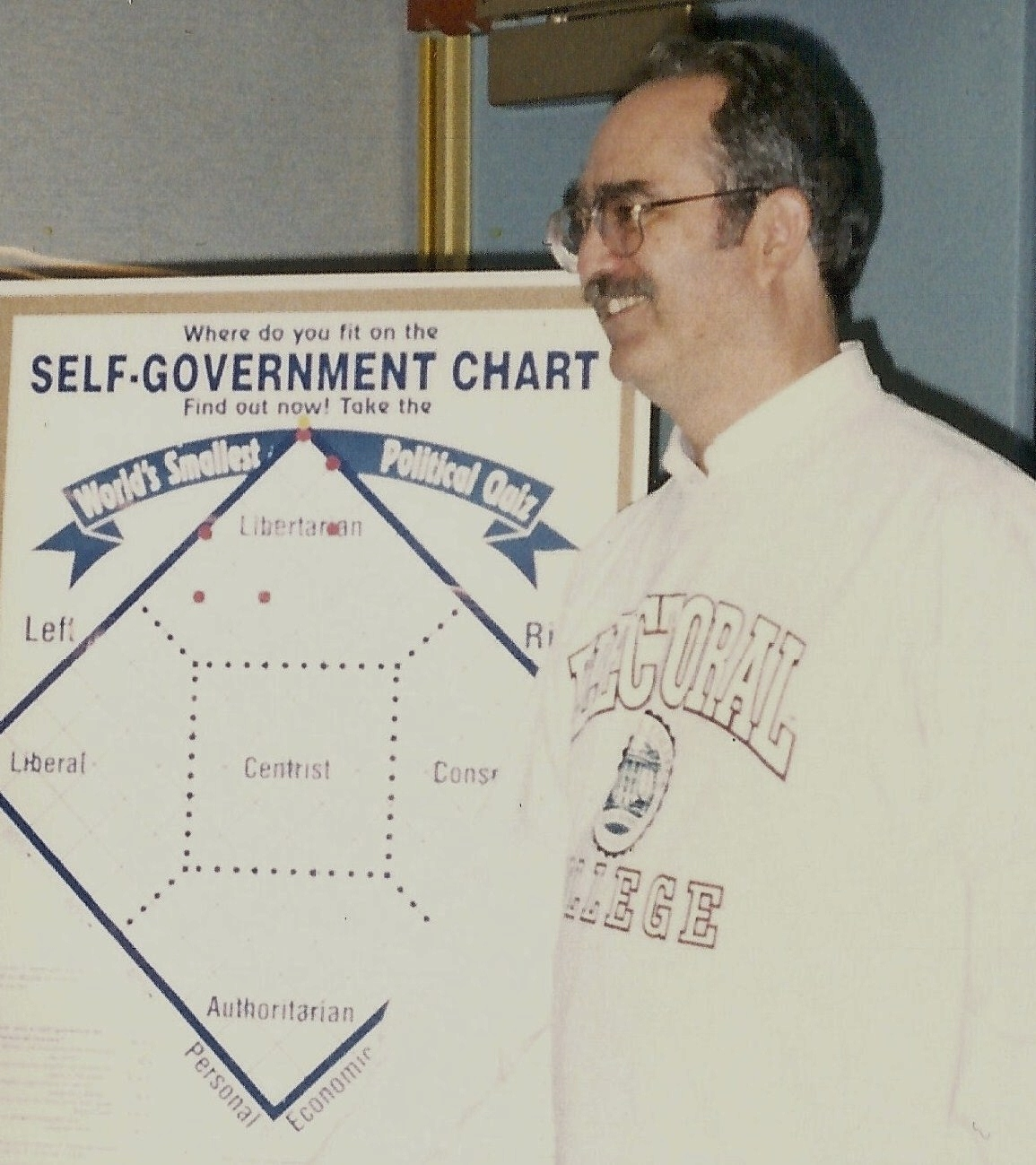
自由意志党创始人大衛·諾蘭

在經過許多自由意志主義者的討論和設計後，自由意志黨在1971年12月11日成立於大衛·諾蘭（諾蘭曲線的發明者）的家中。最初的創黨團體成員包括了约翰·霍斯珀斯、穆瑞·羅斯巴德、西奥多拉·内森等人。當時美國正值總統理查·尼克森施加大量價格管制和政府干預的時期，自由意志党認為最大的民主黨和共和黨兩黨都已經背叛了美國開國元勳最初建國時的理念。
| 自由意志黨歷屆總統選戰候選人 1972：约翰·霍斯珀斯和西奥多拉·内森 2,691張普選票（0.003%）、1張選舉人票 1976:罗杰·麦克布莱德和大卫·伯格兰德 173,011張普選票（0.21%） 1980: Ed Clark和David Koch 921,299張普選票（1.1%） 1984: David Bergland和James A. Lewis 228,705張普選票（0.25%） 1988: 榮·保羅和Andre Marrou 432,179張普選票（0.47%） 1992: Andre Marrou和Nancy Lord 291,627張普選票（0.28%） 1996: 哈里·布朗和乔·乔根森 485,798張普選票（0.50%） 2000: Harry Browne和Art Olivier 384,431張普選票（0.36%） 2004: Michael Badnarik和Richard Campagna 397,367張普選票（0.34%） 2008: Bob Burr和韦恩·埃林·鲁特 523,713張普選票（0.40%） 2012: 加里·约翰逊和Jim Gray 1,275,923張普選票（0.99%） 2016: 加里·约翰逊和威廉·韦尔德 4,489,233張普選票（3.29%） 2020: 乔·乔根森和斯派克·科恩 1,864,316張普選票（1.2%） 2024: 蔡斯·奧利弗和邁克·特爾·馬特 650,126張普選票（0.42%） |

到了1972年總統選舉時，自由意志黨已經成長至超過80名黨員、並且在兩個州獲得候選資格。他們在第一次總統選戰中提出的候選人—John Hospers和Theodora Nathan在普選中只獲得了不到3,000張選票，但在選舉人團表決階段中卻意外獲得一張原本應該投給理查·尼克森的選舉人團選票—由一名來自維吉尼亞州的選舉人Roger MacBride投下的，雖然不可能改變選舉結果，他投下的這一票卻成為美國歷史上第一張投給女性候選人的選舉人票。MacBride在1976年的總統選舉中還成為了自由意志黨的總統候選人。
在1978年阿拉斯加州的Dick Randolph贏得州眾議院選舉，成為第一名自由意志黨籍的民意代表。
在1980年總統選舉中，自由意志黨已經在美國全部五十個州獲得了候選資格，包括了哥倫比亞特區以及關島，這是自從1916年的美國社會黨以來第一個達成這個門檻的第三政黨。自由意志黨提名的候選人Ed Clark和David Koch在選戰上花費了數百萬美元，並且贏得了超過1%的普選選票，使他們成為自由意志黨歷史上最為成功的一次競選。
在1981年12月29日，第一名在美國本土當選公職的自由意志黨籍候選人出現了，原本在環球航空（Trans World Airlines）擔任波音707駕駛員的Richard P. Siano投入了紐澤西州亨特敦縣（Hunterdon County）的一個小鎮的鎮委員會選舉，同時對抗民主黨和共和黨候選人。相當接近的選舉結果使得鎮上又在1981年12月29日進行了一次特別選舉，結果使他獲得63%的選票，贏得了選舉。他擔任了三年的鎮委員會委員任期。
在1983年，自由意志黨內部在一些議題上產生分歧，前政黨領導人Edward Crane和David Koch退黨，也帶走了一些他們的支持者。
在1984年，自由意志黨提名了David Bergland作為總統候選人，在36個州獲得候選資格，並且獲得0.25%的普選選票。
在1987年，Doug Anderson成為第一名在主要城市當選公職的自由意志黨人，成為丹佛市的選舉委員會委員（後來在2005年他又當選科羅拉多市議會的議員）。
在1988年，前共和黨的國會眾議員榮·保羅贏得了自由意志黨的提名初選，並且在46個州獲得候選資格。保羅後來又成功的以共和黨籍當選德州的眾議員，並且一直任職至2013年。
在1992年，自由意志黨籍的阿拉斯加州州議會議員、同時也是1988年榮·保羅競選搭檔的Andre Marrou，挑選律師Nancy Lord作為競選搭檔，成為當年自由意志党的總統候選人。這一次自由意志党再次獲得全部五十個州的候選資格，包括特區和關島。
在1994年，廣播節目主持名人Howard Stern投入競選紐約州州長，並且以自由意志黨籍身分參選。雖然他在法律上符合競選資格、而且也的確投入選戰一段時間，許多人認為他的參選只不過是象徵性的公共宣傳。他後來撤回了候選資格，因為他不想依照選舉法的規定透露他的財務狀況。
擔任商業投資顧問的Harry Browne成為自由意志黨1996年和2000年的總統候選人，副總統搭檔在1996年是來自南卡羅來納州的企業家Jo Jorgensen，在2000年則是加州的Art Olivier。自由意志黨再次獲得全部五十州的候選資格，包括特區和關島。
在所有這些總統選舉中，自由意志黨獲得的選票比率大約處於總票數1%中的三分之一至二分之一。在2000年的總統選舉中，自1991年以來便對全國中央黨部抱持不滿的亞利桑那州黨部決定改提名科幻小說家L. Neil Smith和新聞工作者Vin Suprynowicz參選，而不是Browne和Olivier。最後Smith和Suprynowicz在該州獲得了5,775票（0.38%）。
在2004年的選舉中，自由意志黨的候選人初選相當激烈。三名候選人—有槍械權利提倡者和擔任軟體設計師的Michael Badnarik、廣播談話節目主持人Gary Nolan、以及好萊塢製片人Aaron Russo都出馬角逐提名，在亞特蘭大舉行的全國代表大會中三人的得票率都相差不到2%。在經過兩次淘汰選舉後終於由Badnarik勝出。
目前自由意志黨的主席是Mark Hinkle，黨部主委則是Wes Benedict。
在2005年中旬，自由意志黨全國委員會投票通 過要廢止對黨員徵收黨費的規定，從2006年1月1日起生效。不過，這項改變也引起了許多爭議，最後在2006年夏季又被全國委員會撤銷。目前加入自由意志黨的基本黨費為$25元（被稱為「基本黨員」），另外還有一項規定要求所有全國委員會的代表都必須擁有至少基本黨員的身分（在改變前便沒有這個規定）。
2006年的全國代表大會也對自由意志黨的政見產生了不少影響。一些代表投票希望改變政見以吸引更廣泛的選民支持，一些人則認為整個黨綱都需要重新編撰。除此之外，代表們並沒有取得現行黨綱的全文副本，一些人宣稱他們對此感到相當不滿。不過不管改變黨綱的原因為何，新的黨綱變的較為簡短，但黨綱的主要議題立場仍然保持不變。
黨內有一些人希望實質改寫黨綱內容，尤其是以自由意志党改革派系（Reform Caucus）為主的團體。不過，並非所有黨員都支持修改黨綱，一些人認為修改黨綱是背判自由意志主義的行為，而且認為那些被提議要修改的部分恰好是自由意志党最重要的中心思想。
2019年7月8日，密歇根州众议员贾斯汀·阿马什退出共和党，以独立议员身份度过一段时间。2020年4月，阿马什加入自由意志党，成为国会首位自由意志党籍议员。阿马什並未在2020年大選中尋求連任，大選後自由意志黨失去這一席位。
由于2022年古自由意志主义的米塞斯核心小组赢得了自由党的核心地位，自由党产生了剧烈动荡，方针发生了重大变化。2022年俄罗斯全面入侵乌克兰后，自由党官方推特账号因反对美国成为军工联合体国家而反对对乌克兰援助，并且声称泽连斯基是纳粹分子。伊朗头巾抗议爆发后，自由党官方推特账号则第一时间声称这是CIA的阴谋。就在此不久后，黑客入侵了自由党官方账号，将头像换为推特初始头像，ID换为"."。

## 名称和标志

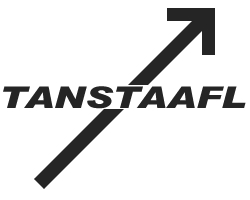
自由意志黨早年的Libersign标志

自由意志黨的吉祥物豪猪 (Libertarian Porcupine)

在1972年，“自由意志党”（Libertarian Party）被选作了该党的党名，同时考虑的名字还有“新自由党”（New Liberty Party）。当时自由意志党的口号是作家罗伯特·海因莱因在科幻小说严厉的月亮的一句名言，“天下没有白吃的午餐”（There ain't no such thing as a free lunch，或简写为TANSTAAFL）。现在自由意志党的口号是“最小政府，最大自由”（Minimum government, maximum freedom）。
自由意志黨成立时，该党的标志被称为“Libersign”，其中有格言TANSTAAFL穿过一个向上的箭头，在70年代末，标志被换成了自由女神。现在的标志采用于2015年，有一支火炬和一只老鹰组成。
在90年代，跟多州的自由意志黨都采用的企鹅（Liberty Penguin）作为吉祥物，与此同时，2006年设计的豪猪（Libertarian Porcupine）也很受欢迎。

### 身分辨別
一個libertarian（小寫的「L」）代表一個相信自由意志主義理念的人，但他本人並不一定是自由意志黨的成員。
一個Libertarian（大寫的「L」）則代表一個相信可以透過現行政治體制有效而正確的推動自由意志主義目標的人，更明確的說，一個「Libertarian」在美國就代表了美國自由意志黨的成員之一。
一些「小寫-l」自由意志主義者出於原則而堅持不該透過政治體制管道，並且經常將他們自稱為「自願主義者」（Voluntaryist）。他們也可能視民主為「多數的暴政」。
其他自由意志主義哲學的支持者則可能認為自由意志黨在實行這些目標上並沒有多少作用，或者只是希望將他們與「大寫-L」的自由意志党做出區隔，因為那有時可能會被捲入黨內其他成員的爭議和負面名聲。舉例而言，曾在1996年爭取自由意志黨提名總統候選人的欧文·希夫主張聯邦政府徵收的所得稅在憲法上對大多數人而言都應該是自願性繳交的，儘管美國司法部判決他必須繳交超過$2百萬元（美元）的逃漏稅加上利息懲罰（不過應該注意的是，當時他已經不是自由意志黨的成員了，而是已加入憲法黨）。也因此，一些「小寫-l」自由意志主義者並不會自認為是自由意志党人，但也不會認為自己是無黨籍。
同樣的，並非所有自由意志主義者都是自由意志黨人。一些候選人也曾經以其他政黨為名申請候選人資格、但公開以自由意志黨人身分參選，以此獲得自動候選資格的好處，或是不需收集大量的簽名便能參選。
如同所有其他團體，自由意志黨內部也有戰略方面的爭議。一些成員認為自己是黨內的「主流派」或是「實際派」，一些人則自稱為是「一致派」或是「原則派」。
從一些人的觀點來看，自由意志黨自從1980年代早期以來一直被所謂的原則派所主導。Ed Crane和David Koch（來自卡托研究所的成員）等人的離去便是例子之一。Crane和一些他的支持者在1983年脫離了自由意志黨，因為他們在全國代表大會上失去了全國委員會的席位。
這種爭議一直持續著，一直到1990年中旬又再度白熱化，當一個名為「自由意志党走向多數派委員會」（CLM）於亞特蘭大成立時，要求更改自由意志党體制的聲浪又再一次浮現。另一個名為PLEDGE的委員會則為了反對他們而成立。在長期來說，CLM在全國委員會上依然有著一定影響力，但並沒有足以影響全黨的走向。
從大約2004年開始，爭論又再次出現，許多的「改革派」派系再次出現，例如「自由意志黨改革聯盟」，這些派系通常主張修改自由意志黨的黨綱，消除或更改知名的自由意志黨入黨誓言（參見互不侵犯原則），主張應該採納以「政治為取向的」戰略。
為了對抗這些派系，一些主張維持自由意志主義原則的派系也開始浮現，例如「激進自由意志黨人」和「羅斯巴德聯盟」。這些派系主張應該維持自由意志主義的原則和一貫的理論，並且專注於保持黨內和各候選人之間的立場一致。

## 政見
自由意志黨的主要政見包括了：
- 支持自由放任的原則，完全撤銷政府對經濟的影響。這個原則在實踐上包括了：大規模的減稅、民營化社會福利制度（包括個人和公司兩方面）、消除政府對商業的管制、廢止最低工資等勞工管制、停止政府對國際貿易的干涉。
- 保護私人財產。
- 將政府官僚最小化。自由意志黨認為政府的責任應僅限於保護個人權利免受他人暴力和詐騙的侵害。
- 堅定支持公民自由，包括隱私權利、言論自由、集會自由、性自由。
- 自由意志黨內部在墮胎權議題上仍有爭議。支持墮胎權利的自由意志黨人基於個人權利而主張婦女應有權管理自己身體、政府不應干涉。反對墮胎的自由意志黨人認為未出生的嬰兒也具有個人權利，也因此應該受到保護。
- 支持自我防衛的權利不受限制，反對槍械和武器管制。
- 支持性交易、毒品合法化。
- 反對徵兵制。
- 支持自由貿易和外交上的不干涉主義。
- 支持減少政府開支、提倡量入為出的財政政策。

尽管如此，与其他试图扩大影响力的政党一样，自由意志党内的思想也存在重大分歧。自由党内部有多个核心小组（如强调西方价值观的米塞斯核心小组、反堕胎核心小组、支持选择核心小组等），不同州的自由意志党官方账号的内容也大不相同，如路易斯安那自由党明确支持乌克兰自卫，而新罕布什尔自由党则公开支持“让乌克兰燃烧”“立即杀害贺锦丽即可成为英雄”，并被认为是极右翼。
自由意志黨宣稱他們的政策是要提倡互相尊重的個人權利和自由，堅定支持一個以個人自由作為道德基礎的社會。在他們的黨綱中，他們聲明道：「我們認為所有個人都有權擁有他自己的生命，並且有權選擇任何他們想要的生活，只要以不妨礙到他人的同等權利為界線。」也因此，自由意志黨人希望大幅縮減政府的規模（徹底廢止其中許多現存的功能）。
自由意志黨人通常反對將政治視為是單面的光譜—亦即以民主黨代表左派、而共和黨代表右派的分法，因為單面的政治光譜並無法涵蓋大眾的許多政治哲學立場。自由意志主義者也因此提出了諾蘭曲線來說明他們的政治立場，諾蘭曲線還出現了一個更新版本，由10個測驗問題（五個有關經濟自由議題、五個有關個人自由問題）所組成，這個測驗被稱為「世界上最小的政治測驗 （页面存档备份，存于）」，可以讓受測者了解他們的政治傾向。
包含許多政治觀察家在內，都認為自由意志主義者和自由意志黨人較為偏向美國保守派（主要是因為他們支持槍械權利、以及反對過高稅賦的關係），不過也有一些人認為他們較為偏向美國自由派，因為他們支持國際上的不干涉主義、主張廢除毒品管制、廢止對私人間的自願行為的禁令（例如賣淫和賭博）。在實際上，自由意志黨人既不是保守派也不是自由派；他們所代表的政治哲學是完全獨立而特有的。經常會有人認為自由高黨一定要被歸類為傳統的保守派或傳統的自由派，無論這種想法是來自於何處，自由意志黨在過去許多次選舉都遭受到這種偏見的負面影響。
以自由意志主義為中心思想，自由意志黨的政見偏向於羅斯巴德學派的無政府資本主義。自由意志黨主張應該依據美國憲法的規範儘可能的消除政府管制，但同時也支持任何人或團體反抗國家的管制。如同許多政黨一般，自由意志黨內部也有一些政見爭議，也不是所有的自由意志黨人都支持直接廢止政府，但絕大多數人都相信美國人可以從這些改變裡獲得正面的結果。

## 與主要政黨的關係
在地方層次上，自由意志黨通常會加入（有時甚至會領導）跨黨派和非黨派性的議題聯盟。如同大衛·諾蘭所主張的，自由意志黨在與其支持者有關的重要議題上會強調「共識以及聯合的架構」。自由意志黨也在州、地區、和全國性政治舞台上進行遊說。依據Libertarian International Organization的調查，自由意志黨在全國各地的成員每年會發起超過500件的倡議案。
自由意志黨與民主黨和共和黨都有相當大的立場分歧，不過，在傳統上共和黨與自由意志黨的合作和互相影響都較大。舉例而言，前共和黨眾議院議長紐特·金里奇（Newt Gingrich）便宣稱他是自由意志主義原則的支持者，許多自由意志黨人也讚揚他試圖減少政府規模的政治立場。美國保守派在經濟上通常會採取和自由意志主義類似的立場和理論，批判政府對於市場的管制和干預，例如他們經常引用自由意志主義的卡托研究所提出的研究。1988年的自由意志黨總統候選人榮·保羅便是來自德州的共和黨眾議員，並且也是共和黨自由聯盟（Republican Liberty Caucus）的會員，共和黨自由聯盟是共和黨內部自由意志主義黨員所組成派系。不過在另一方面，自由意志黨對於民主黨也有一定的影響力，民主黨自由聯盟（Democratic Freedom Caucus）便是一群傾向自由意志主義的民主黨人組成的派系。更準確的說，自由意志主義本身在社會議題上更傾向於「自由派」、在經濟議題上更傾向於「保守派」。
在一些民主黨和共和黨選情逼近的情況下，自由意志黨候選人有時會轉而支持共和黨的候選人。例如在2002年的南達科他州參議員選舉中，自由意志党的候選人Kurt Evans在投票日前三個禮拜便暫停了他的選戰活動，並且勸支持者改投給共和黨的約翰·圖恩。自由意志黨也支持了對總統比爾·柯林頓的彈劾，雖然是出自於不同的原因（認為他的一些行為已經違憲）。1992年，當在任的喬治亞州民主黨籍參議員Wyche Fowler贏得了連任普選、但並沒有取得50%選票而不得不進行決賽投票時，自由意志黨候選人公開宣布支持共和黨的候選人Paul D. Coverdell，最後Coverdell順利贏得決賽。
不過自由意志黨有時候也會致力於挑戰一些突出的共和黨人，例如前喬治亞州眾議員伯爾 (Bob Barr)。有趣的是伯爾本身曾經在許多自由意志党的集會和活動上發表過演講，而且也表示他支持自由意志党的許多立場。後來當伯爾落選後，他還在2006年底成為了自由意志党員，並且成為全國委員會的成員。2011年伯爾重新加入共和黨。
自由意志黨在許多公民自由有關的議題上反對共和黨。舉例而言，自由意志黨強烈批評美國愛國法（USA PATRIOT Act），認為那可能被用於侵犯公民權利。自由意志黨也將廢止毒品管制作為主要的政見之一，這個立場在共和黨和民主黨兩黨內的主流都相當罕見。
後來成為總統的共和黨人隆納·雷根在1975年接受訪問時曾說道美國的保守主義其實根本就是自由意志主義，而既然共和黨通常遵從保守主義的原則，這也顯示出了自由意志黨和共和黨兩黨的緊密關係。
不過，曾經是自由意志黨候選人的Harry Browne指出他在選戰中從傳統民主黨支持者和共和黨支持者中獲得的選票數量幾乎是一半一半，2004年的總統候選人Michael Badnarik也發現了類似的情形。由Libertarian Citizen組織在2002年進行的調查顯示自由意志黨從傳統左派和右派選民中獲得相同比例的選票，另外還包括了中間選民—有30%的中間選民稱若是沒有自由意志党的候選人，他們根本不會參與投票。
由St. Petersburg Times等媒體則推測自由意志黨對於公共輿論也有一定的影響力。自由意志黨通常在地方政府上有較強的影響力，有時候自由意志黨人也能成功當選公職。在2005年，一個地區的佛羅里達州民主黨部便與自由意志党組成聯盟，共同要求開放對候選資格的限制。

## 大小和影響力

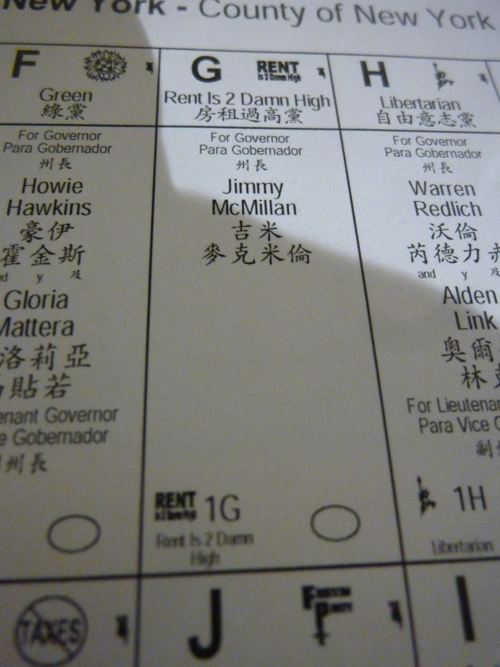
带有中文翻译的纽约州選票，右邊为该党

### 測量方式
在美國，共和黨與民主黨是兩個最大的政黨，通常兩黨獲得的選票和議席都超過了總票數的95%。自由意志黨自稱是美國最大的第三政黨，他們的說法也有一些爭議，尤其是來自綠黨等其他第三政黨。一般而言並沒有單獨的標準或門檻用以衡量第三政黨的影響力，因此以下列出許多媒體所使用的測量方法，可以藉此了解自由意志黨的大小到底如何。

### 2006年期中選舉
2006年美國期中選舉或許可以提供一個合理的第三政黨大小比較。在選舉中，角逐眾議院職位的各地自由意志黨籍候選人（排除只有一個主要政黨候選人參選的選區）平均獲得的總票數是2.04%，而角逐眾議院職位的各地綠黨候選人平均總票數則只有1.4%。

### 總統選戰表現
自由意志黨人也會舉出他們在總統選戰中的表現，他們提名的候選人經常是第三政黨裡得票數最高的。在2004年的選舉中，自由意志黨的Michael Badnarik獲得的選票（397,367張）高過所有第三政黨的候選人，除了拉爾夫·納德以外。納德以無黨籍身分參選，但也接受來自面臨解散的改革黨（Reform Party）的支持。排開納德不談，自由意志黨獲得的票數高過所有其他第三政黨的候選人票數總和，而且還高過了憲法黨的兩倍、高過綠黨三倍。不過，自由意志黨在2000年和1996年兩次選舉中都被綠黨和改革黨超前。但除了近年來的幾次以外，自由意志党在1992年、1988年、1984年、和1980年四次選舉中都是得票數最多的第三政黨（雖然在1992年和1980年都有被無黨籍的候選人超過）。沒有任何其他尚存的第三政黨曾取得過超過兩次第三名的紀錄，也從沒有取得過選舉人團選票，而自由意志黨則曾在1972年意外的取得一張由「不忠誠的選舉人」投下的選舉人票。

### 候選資格
在各州的候選資格可以被視為是測量政黨動員力量、規模、支持度、以及財力的尺度之一。儘管自由意志黨內部也有人主張不該將申請各州的候選資格作為目標之一，自由意志黨在2004年比綠黨獲得更多州的候選資格（48州+特區 vs 27州+特區）。在歷史上，自由意志黨曾經四次取得全部五十州的候選資格（1980、1992、1996、和2000），從沒有其他任何第三政黨達成這樣的門檻過。

### 募款能力
募款的能力也被視為是測量政黨力量和規模的尺度之一。以下的列表是2004年總統選舉中各黨候選人募得的資金數量，數據是由聯邦選舉委員會（FEC）提供：
- 喬治·沃克·布希（共和黨） 	$367,228,801
- 约翰·克里 （民主黨）		$326,236,288
- 拉爾夫·納德 （無黨籍） $4,566,037
- Michael Badnarik （自由意志黨）      $1,093,013
- Michael Peroutka （憲法黨）	$709,087
- David Cobb （綠黨）	$496,658

雖然這些數據只顯示出各候選人陣營所募集的資金，它也能顯示每個政黨所擁有的募款力量。

### 支持者
自由意志黨也舉出他們在繳交黨費的黨員數量上的增長，分配全國委員會代表數量的制度便是以繳交黨費（每年$25元）的黨員數量作為基準的。到2006年為止，自由意志黨擁有超過15,505名黨員。

### 候選人數量
在最近的選舉裡，自由意志黨傾向於提名更多人角逐公職，在各個層面的選舉上都是如此，他們提名的候選人數量還高過所有其他第三政黨的總和。在2004年的選舉中，有超過377名自由意志黨候選人角逐地方州議會的議席，憲法黨只有108名、綠黨94名、改革黨11名。在2000年的選舉中，自由意志黨總共提名約1,430人角逐從地方、州、到聯邦政府層次的公職。在2002年的期中選舉裡這個數量則超過了1,600。除此之外，這些自由意志黨候選人的得票數總和遠遠超過其他第三政黨：在2000、2002、和2004年選舉中都是如此，自由意志黨提名的州眾議院候選人得票數總和超過了一百萬張，這個數量高過了其他所有第三政黨的得票數總合的兩倍。

### 選舉勝利
自由意志黨在各種層次的選舉上都有一些程度的勝利。在2002年選舉中，超過300名自由意志黨人當選或被指派擔任州和地方的公職。不過，大多數這些自由意志黨人都是被指派擔任非政黨性的政府職位。雖然曾經有12名自由意志黨人當選州議會的議員席位，目前自由意志黨並沒有現任的州議員，在這方面略遜於憲法黨（蒙大拿州一人）、進步黨（佛蒙特州六人）、中間共和黨（阿拉斯加州一人）、以及勞工家庭黨（紐約州一人）。一些角逐州政府職位的自由意志黨候選人在全州的選舉上表現的較為出色。在兩次麻薩諸塞州的參議院選舉中（2000和2002），都沒有共和黨候選人參選，因此自由意志黨的候選人Carla Howell和Michael Cloud分別贏得了11.9%和19%的歷史新高紀錄。在2002年，自由意志黨的候選人Ed Thompson角逐威斯康辛州的州長職位，獲得11%的選票，這使得自由意志黨在州選舉委員會上獲得一名委員的議席，成為美國歷史上第一個獲得類似層級職位的第三政黨。

### 登記選民
在2006年7月，自由意志党在全國選民登記數量上排名第五。憲法黨以357,506登記選民的數量排行第三，第四名則是290,165名登記選民的綠黨，自由意志党以235,540名登記選民排行第五。不過，選舉研究者Richard Winger則指出憲法黨有311,481名黨員其實是登記在加州的「美國獨立黨」名下，這些選民應該被視為是無黨籍才對。除此之外自由意志党在全國有15個州有第三名的黨員數量，綠黨只有8個州第三名、憲法黨則只有2個州，而改革黨只有1個州（只有27個州允許選民選擇登記某個政黨，其中一些州禁止選民登記第三政黨）。
如果排除掉紐約州（在那裡自由意志党只獲得註冊的資格）以及加州（在那裡有美國獨立黨），自由意志党的登記選民數量將會排名為全國第四大。

### 其他計算方法
其他計算第三政黨規模的方式還包括了計算政黨網站的瀏覽量大小。在Alexa的網路瀏覽量排名中，自由意志党的官方網站是目前美國瀏覽量最高的政黨網站。

## 候選資格
自由意志党在2020年美國總統大選中在所有50个州分及华盛顿哥伦比亚特区获得参选资格，其候选人的名字被出现在了所有50个州及特区的选票上。

## 外部連結

### 一般
- 美國自由意志党 （页面存档备份，存于） 官方網站
- 自由意志党全國國會委員會 （页面存档备份，存于） 官方網站
- 自由意志党維基 （页面存档备份，存于）
- 自由意志主義維基 （页面存档备份，存于）
- 自由意志党的簡短歷史
- 自由意志党校園團體 （页面存档备份，存于）

### 國際組織
- 自由意志黨國際联盟 （页面存档备份，存于）

### 各州的黨部
| 阿拉巴馬州 阿拉斯加州 亞利桑那州 （页面存档备份，存于） 阿肯色州 （页面存档备份，存于） 加利福尼亞州 （页面存档备份，存于） 科羅拉多州 （页面存档备份，存于） 康乃迪克州 （页面存档备份，存于） 德拉威州 （页面存档备份，存于） 佛羅里達州 （页面存档备份，存于） 喬治亞州 （页面存档备份，存于） 夏威夷州 （页面存档备份，存于） 愛達荷州 （页面存档备份，存于） | 伊利諾州 （页面存档备份，存于） 印第安納州 （页面存档备份，存于） 愛荷華州 （页面存档备份，存于） 堪薩斯州 （页面存档备份，存于） 肯塔基州 （页面存档备份，存于） 路易斯安那州 緬因州 （页面存档备份，存于） 馬里蘭州 （页面存档备份，存于） 麻薩諸塞州 （页面存档备份，存于） 密西根州 （页面存档备份，存于） 明尼蘇達州 （页面存档备份，存于） 密西西比州 | 密蘇里州 （页面存档备份，存于） 蒙大拿州 （页面存档备份，存于） 內布拉斯加州 （页面存档备份，存于） 內華達州 （页面存档备份，存于） 新罕布夏州 （页面存档备份，存于） 新澤西州 （页面存档备份，存于） 新墨西哥州 （页面存档备份，存于） 紐約州 （页面存档备份，存于） 北卡羅來納州 （页面存档备份，存于） 俄亥俄州 （页面存档备份，存于） 奧克拉荷馬州 （页面存档备份，存于） 奧勒岡州 （页面存档备份，存于） | 賓夕法尼亞州 （页面存档备份，存于） 羅德島州 南卡羅來納州 南達科他州 （页面存档备份，存于） 田納西州 （页面存档备份，存于） 德克薩斯州 猶他州 （页面存档备份，存于） 佛蒙特州 （页面存档备份，存于） 維吉尼亞州 （页面存档备份，存于） 華盛頓州 （页面存档备份，存于） 西維吉尼亞州 （页面存档备份，存于） 威斯康辛州 （页面存档备份，存于） 懷俄明州 （页面存档备份，存于） |